# Camponotus catalanus
Camponotus catalanus é uma espécie de inseto, uma formiga do gênero Camponotus.